# Discografia de Hüsker Dü
Hüsker Dü é uma banda norte-americana de Rock Alternativo de Minneapolis-Saint Paul, Minnesota. O Hüsker Dü lançou seis álbuns de estúdio , dois álbuns ao vivo , dois EPs e onze singles.

## Álbuns de Estúdio
| Ano  | Título                                                                                                   | Posição nas paradas | Posição nas paradas |
| Ano  | Título                                                                                                   | UK[1]               | US[2]               |
| ---- | --- | ------------------- | ------------------- |
| 1982 | Everything Falls Apart - Lançado em: 1982 - Gravadora: Reflex - Formato: Vinyl                           | —                   | —                   |
| 1984 | Zen Arcade - Lançado em: 1984 - Gravadora: SST - Formato: CD, cassette, vinyl                            | —                   | —                   |
| 1985 | New Day Rising - Lançado em:Janeiro de 1985 - Gravadora: SST - Formato: CD, cassette, vinyl              | —                   | —                   |
| 1985 | Flip Your Wig - Lançado em: Setembro de 1985 - Gravadora: SST - Formato: CD, cassette, vinyl             | —                   | —                   |
| 1986 | Candy Apple Grey - Lançado em: 1986 - Gravadora: Warner Bros. - Formato: CD, cassette                    | —                   | 140                 |
| 1987 | Warehouse: Songs and Stories - Lançado em: 1987 - Gravadora: Warner Bros. - Formato: CD, vinyl, cassette | 72                  | 117                 |

## Álbuns ao vivo
| Ano  | Título                                                                                         |
| ---- | ---------------------------------------------------------------------------------------------- |
| 1982 | Land Speed Record - Lançado em: 1982 - Gravadora: New Alliance - Formato: CD, vinyl, cassette  |
| 1994 | The Living End - Lançado em: Outubro de 1994 - Gravadora: Warner Bros. - Formato: CD, cassette |

## EPs
| Ano  | Título                                                                          |
| ---- | ------------------------------------------------------------------------------- |
| 1983 | Metal Circus - Lançado em: 1983 - Gravadora: SST - Formato: CD, vinyl, cassette |
| 1986 | Sorry Somehow - Lançado em: 1986 - Gravadora: Warner Bros. - Formato: Vinyl     |

## Singles
| Ano  | Título                                      | Album                        |
| ---- | ------------------------------------------- | ---------------------------- |
| 1981 | "Statues"                                   | Everything Falls Apart       |
| 1982 | "In A Free Land"                            | Everything Falls Apart       |
| 1984 | "Eight Miles High"                          | Non-album single.            |
| 1984 | "Celebrated Summer"                         | New Day Rising               |
| 1985 | "Makes No Sense At All"                     | Flip Your Wig                |
| 1986 | "Sorry Somehow"                             | Candy Apple Grey             |
| 1986 | "Don't Want To Know If You Are Lonely"      | Candy Apple Grey             |
| 1987 | "Could You Be The One?"                     | Warehouse: Songs and Stories |
| 1987 | "She's A Woman (And Now He Is A Man)"       | Warehouse: Songs and Stories |
| 1987 | "Ice Cold Ice"                              | Warehouse: Songs and Stories |
| 1990 | "Eight Miles High"/ "Makes No Sense At All" | Non-album single.            |

## Participações em coletâneas
| Ano  | Coletânea                                                     | Música(s)                              | Comentários |
| ---- | ------------------------------------------------------------- | -------------------------------------- | ----------- |
| 1982 | The Blasting Concept                                          | "Real World"                           |             |
| 1983 | Underground Hits 2                                            | "Deadly Skies" "Lifeline"              |             |
| 1985 | A Diamond Hidden in the Mouth of a Corpse                     | "Won't Change"                         |             |
| 1986 | The Blasting Concept vol. 2                                   | "Erase Today"                          |             |
| 1990 | Duck and Cover                                                | "Eight Miles High"                     |             |
| 1991 | Never Mind the Mainstream: The Best of MTV 120 Minutes vol. 2 | "Could You Be the One?"                |             |
| 1991 | SST Acoustic                                                  | "Never Talking to You Again"           |             |
| 1993 | Cash Cow - The Best of Giorno Poetry Systems 1965-1993        | "Won't Change"                         |             |
| 1993 | Faster & Louder: Hardcore Punk, Vol. 1                        | "Statues"                              |             |
| 2000 | Gimme Indie Rock, Vol. 1                                      | "Pink Turns to Blue"                   |             |
| 2003 | All That Rock                                                 | "Hardly Getting Over It"               |             |
| 2004 | Left of the Dial: Dispatches from the '80s Underground        | "Don't Want to Know if You Are Lonely" |             |

## Videoclipes
- "Makes No Sense at All"/ "Love Is All Around", 1985
- "Don't Want to Know If You Are Lonely", 1986
- "Could You Be the One?", 1987

## DVDs
- Live from the Camden Palace (Ao vivo de Londres transmitido pela TV em 14 de maio 1985, lançado em DVD em 5 de Fevereiro 2007)

## References
Geral
- «Hüsker Dü  > Discography». Allmusic. Consultado em 4 de setembro de 2008

Específico
1. ↑  Warwick, 2004. p.529
2. ↑  «Husker Du > Charts & Awards». Allmusic

Notas
- Warwick, Neil; Jon Kutner, & Tony Brown (2004). The Complete Book of the British Charts: Singles and Albums. [S.l.]: Omnibus Press. ISBN 1844490580